# Francis Henry Smith
Francis Henry Smith (* 1868 in Long Bay, Tasmanien; † 17. August 1936) war ein neuseeländischer Politiker der Reform Party.

## Biografie
Smith wurde 1868 in Long Bay in der Nähe von Strahan auf Tasmanien geboren. Er wanderte mit seinen Eltern nach Neuseeland aus und besuchte die Schulen in Burkes Pass und Timaru.
Bei den Parlamentswahlen 1896 kandidierte er im Wahlkreis Timaru aber wurde vom Amtsinhaber William Hall-Jones besiegt.
Er wurde 1911 im Wahlkreis Waitaki zum Repräsentantenhaus gewählt, aber wurde 1914 in Timaru besiegt.